# Barbadás
Barbadás (galicisch und offiziell; spanisch Barbadanes) ist eine Gemeinde im Nordwesten Spaniens. Sie liegt in der Provinz Ourense, innerhalb der Autonomen Region Galicien nahe der Grenze zu Portugal. 

## Bevölkerungsentwicklung der Gemeinde
Legende: Barbadanes___Barbadás

Quelle: INE-Archiv – grafische Aufarbeitung für Wikipedia

## Gemeindegliederung
Die Gemeinde Barbadás ist in sechs Parroquias gegliedert:
| Parroquias       | Patrozinium  | Einwohner 2024 | Fläche km² | Dichte Einw./km² | Höhe msnm | Ortskennzahl |
| ---------------- | ------------ | -------------- | ---------- | ---------------- | --------- | ------------ |
| Barbadás         | San Xoán     | 461            | 4,05       | 114              | 249       | 32008010000  |
| Bentraces        | San Xoán     | 304            | 1,46       | 208              | 335       | 32008020000  |
| Loiro            | San Martiño  | 174            | 8,02       | 22               | 397       | 32008030000  |
| Piñor            | San Lourenzo | 1.827          | 9,86       | 185              | 289       | 32008040000  |
| Sobrado do Bispo | Santa María  | 634            | 3,59       | 177              | 318       | 32008050000  |
| A Valenzá        | San Bernabeu | 7.740          | 3,04       | 2.546            | 154       | 32008060000  |

## Wirtschaft
| Ackerbau, Viehzucht und Fischerei                                                  | 072   | 01,51  |
| Industrie                                                                          | 0794  | 016,63 |
| Bauwirtschaft                                                                      | 0328  | 06,87  |
| Dienstleistungsbetriebe                                                            | 3.581 | 074,99 |
| Total                                                                              | 4.775 | 100,00 |
| * Daten aus dem Statistischen Amt für Wirtschaftliche Entwicklung in Galicien, IGE |       |        |